# Дело семьи МакМартин

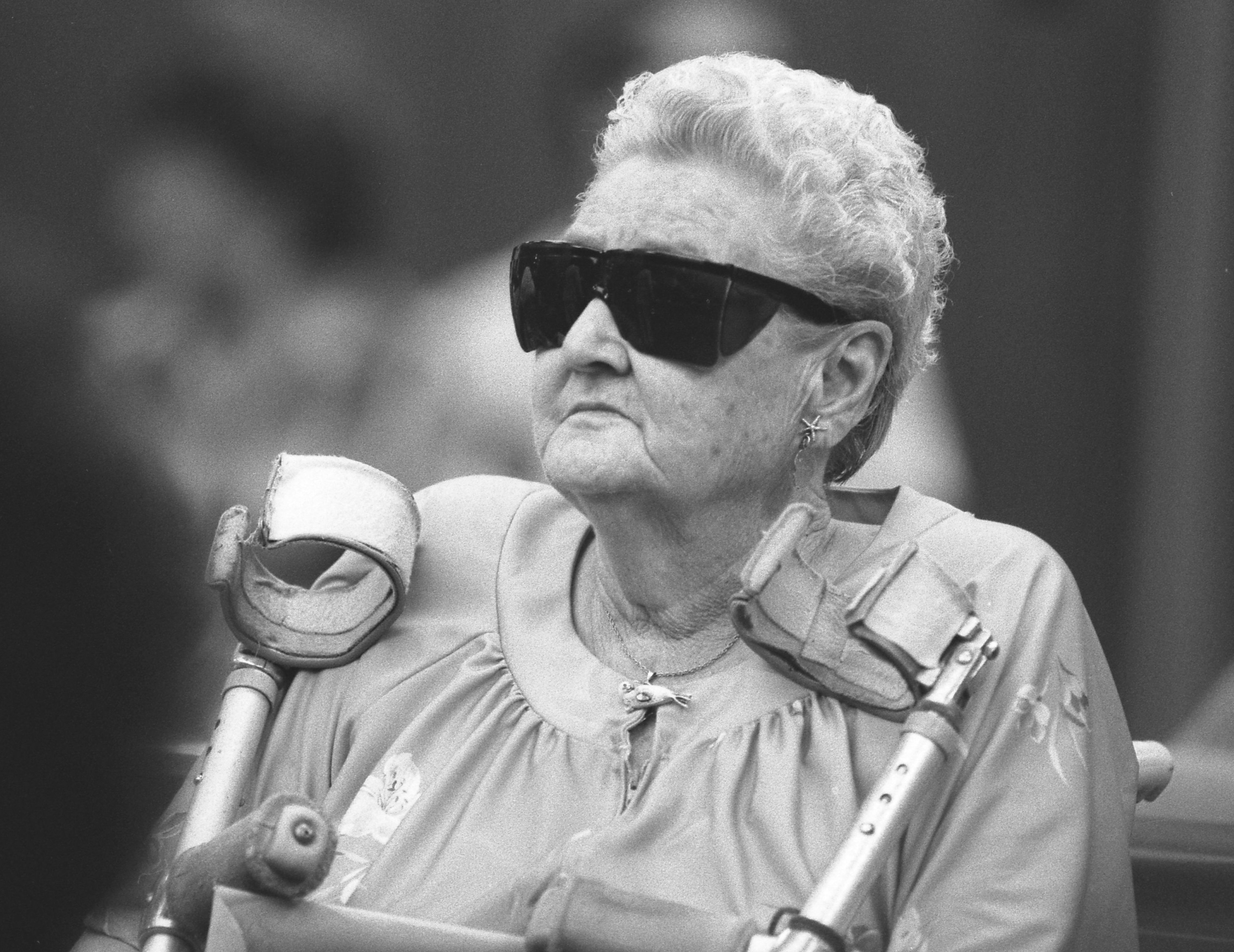
Вирджиния МакМартин во время суда.

Судебный процесс по делу о сексуальных преступлениях в детском саду Вирджинии Макмартин — это дело о сексуальном насилии в дошкольном учреждении в Калифорнии в 1980-х годах. Члены семьи МакМартин, которые управляли детским садом в городе Манхэттен-Бич были обвинены в многочисленных эпизодах сексуального насилия над находящимися на их попечении детьми. Обвинения были предъявлены в 1983 году, аресты и досудебное расследование проводились с 1984 по 1987 год, слушания — с 1987 по 1990 год. Рассмотрение дела длилось семь лет, но окончилось оправдательным приговором. Процесс стал самым длинным и самым дорогим в истории США. Случай был частью истерии по поводу сексуального насилия над дошкольниками и паники из-за предполагаемого ритуального насилия во имя Сатаны в 1980-х и начале 1990-х годов.

## Первоначальные обвинения
В 1983 году Джуди Джонсон, чей сын посещал детский сад в Манхэттен-Бич, Калифорния, сообщила в полицию, что ее сын был изнасилован ее бывшим мужем и работником сада Рэем Баки. Последний приходился внуком основательницы школы, Вирджинии МакМартин, и сыном заведующей, Пегги МакМартин-Баки. Подозрения Джонсон в отношении насилия над ее сыном начались, когда у ребенка началась болезненная дефекация. Последующие события до сих пор точно не установлены. Некоторые источники утверждают, что сын Джонсон опроверг ее предположения о домогательствах работников сада, в то время как другие говорят, что он подтвердил факт насилия.
Вдобавок Джонсон выдвинула и другие обвинения, в том числе в том, что у людей в детском саду были сексуальные контакты с животными, что «Пегги хватала ребенка за подмышки» и «Рэй летал в воздухе». Рэй был допрошен, но не был привлечен к уголовной ответственности из-за отсутствия доказательств. Затем полиция разослала письмо примерно 200 родителям, чьи дети посещали сад МакМартин. В нем говорилось, что дети могли подвергнуться насилию, и по этой причине они просят родителей опросить своего сына или дочь. Текст письма выглядел так:

8 сентября 1983 г.

Уважаемый родитель:

Данный департамент проводит уголовное расследование по факту растления малолетних (статья 288 УК штата Калифорния). Рэй Баки, сотрудник дошкольного учреждения Вирджинии МакМартин, был арестован по данному обвинению 7 сентября 1983 года.
Последующая процедура, очевидно, неприятна, но действует в рамках защиты прав ваших детей, а также прав обвиняемых. Это мероприятие необходимо для полного расследования данной ситуации.
Собранная нами информация указывают на то, что ваш ребенок в прошлом или настоящем времени посещает данный детский сад. Мы просим вашей помощи в расследовании. Пожалуйста, расспросите своего ребенка, чтобы узнать, был ли он свидетелем какого-либо преступления или сам стал его жертвой. Наше расследование показывает, что к возможным преступным действиям относятся: оральный секс, ласки гениталий, ягодиц или области груди, а также анальный секс, возможно, совершенный под предлогом «измерения температуры тела». Также могли быть сделаны фотографии обнаженных детей. Любая информация от вашего ребенка относительно того, что Рэй Баки во время тихого часа выходил из комнаты вместе с ребенком, или если они когда-либо наблюдали, как Рэй Бакки связывает детей, важна.
Заполните прилагаемую форму и как можно скорее отправьте ее в Департамент в прилагаемом конверте с маркой и обратным адресом. Мы свяжемся с вами, если того же потребуют обстоятельства.
Мы просим вас соблюдать строгую конфиденциальность из-за характера обвинений и очень эмоционального воздействия, которое они могут оказать на наше общество. Пожалуйста, не обсуждайте это расследование с кем-либо, кроме ваших ближайших родственников. Не связывайтесь и не обсуждайте расследование с Реймондом Баки, любым членом семьи обвиняемого или сотрудниками, связанными с дошкольным учреждением г-жи МакМартин.
НЕТ НИКАКИХ доказательств того, что РУКОВОДСТВО ДЕТСКОГО САДА ВИРДЖИНИИ МАКМАРТИН ПРИНИМАЛО УЧАСТИЕ ЛИБО БЫЛО В КУРСЕ ДАННОЙ СИТУАЦИИ, И НИКАКИХ ПОДРОБНЫХ ДАННЫХ, КАСАЮЩИХСЯ РАБОТЫ ШКОЛЫ, ВО ВРЕМЯ РАССЛЕДОВАНИЯ ПОКА ПОЛУЧЕНО НЕ БЫЛО. КРОМЕ ТОГО, НИ ОДИН ИЗ СОТРУДНИКОВ ДАННОГО УЧРЕЖДЕНИЯ НЕ НАХОДИТСЯ ПОД СЛЕДСТВИЕМ ПО КАКОЙ-ЛИБО СТАТЬЕ УГОЛОВНОГО КОДЕКСА.

Позднее у Джонсон была диагностирована острая параноидная шизофрения, и она была госпитализирована при очередном обострении, а в 1986 году была найдена мертвой в своем доме из-за осложнений хронического алкоголизма еще до завершения предварительного слушания.

## Опрос и осмотр детей
Несколько сотен детей были опрошены Международным детским институтом (CII), клиникой по профилактике жестокого обращения с детьми (Лос-Анджелес, руководитель — Ки Макфарлейн). Методы допроса, использованные во время расследования, были в высшей степени наводящими и побуждали детей притворяться или строить предположения о предполагаемых событиях. К весне 1984 года было заявлено, что жестокому обращению подверглись 360 детей. Астрид Хеппенстолл Хегер провела медицинское обследование и сфотографировала то, что, по ее мнению, было рубцами от анального проникновения. Журналист Джон Эрл полагал, что ее выводы были основаны на недокументированных историях болезни. Более поздние исследования показали, что методы допроса, использованные в отношении детей, провоцировали ложные обвинения. Другие считают, что сам допрос мог привести к синдрому ложной памяти у опрошенных. Только 41 из 360 детей в конечном итоге дали показания перед судом присяжных и на досудебных слушаниях, и менее дюжины детей дали показания на последующих судебных процессах.
Майкл П. Мэлони, клинический психолог и профессор психиатрии, просмотрел видеозаписи интервью с детьми. Мэлони, выступая в качестве свидетеля-эксперта при опросе детей, весьма критически относился к использованным методам, называя их ненадлежащими, принудительными, директивными, проблематичными и направленными таким образом, чтобы дети следовали определенному сценарию. Он пришел к выводу, что «многие из заявлений детей в интервью были изначально спроектированы проводящим допрос». Стенограммы и записи интервью содержали гораздо больше речи взрослых, чем детей, и демонстрировали, что, несмотря на использованные методы очень принудительного интервью, первоначально дети сопротивлялись попыткам интервьюеров добиться раскрытия информации. Записи допросов сыграли важную роль в отказе присяжных в вынесении обвинительного приговора, продемонстрировав, что детей можно принудить к даче ярких и подробных показаний, при том, что на самом деле они насилию не подвергались. Было доказано, что использованные методы противоречат существующим в Калифорнии принципам расследования дел с участием детей-потерпевших и детей-свидетелей.

## Странные утверждения
Некоторые из обвинений были описаны как «причудливые»; они также перекликались с обвинениями, отражающими зарождающуюся панику относительно ритуального насилия во имя Сатаны. Утверждалось, что они не только подверглись сексуальному насилию, но и видели, как летают ведьмы, летали на воздушном шаре сами и проходили через подземные туннели. Когда Дэнни Дэвис (адвокат МакМартинов) демонстрировал серию фотографий, один ребенок опознал актера Чака Норриса как одного из насильников.
Некоторые из эпизодов предположительно имели место в секретных туннелях под зданием сада. В ходе нескольких раскопок были обнаружены свидетельства наличия старых зданий на этом месте и других обломков, оставшихся до постройки школы, но никаких свидетельств каких-либо секретных комнат или туннелей найдено не было. Имели место заявления об оргиях на автомойках и в аэропортах, а также о том, что детей смывали в туалеты в секретные комнаты, где они подвергались насилию, а затем приводились в порядок и возвращались родителям. Некоторые опрошенные дети рассказали об игре под названием «голые кинозвезды» и утверждали, что их сфотографировали обнаженными против воли. Во время дачи показаний на суде некоторые дети заявили, что фраза «голая кинозвезда» на самом деле была дразнилкой для других детей: «Скажи мне нет, скажи мне да, ты — голая кинозвезда» — и не имела никакого отношения к снимкам в обнаженном виде.
Джуди Джонсон, инициатор обвинений, делала странные заявления о Рэймонде Баки, в том числе о том, что он умеет летать. Хотя обвинение и утверждало, что психическое заболевание Джонсон было вызвано судебным разбирательством, Джонсон заранее призналась им в своем недуге. Доказательства психического заболевания Джонсон не были предоставлены защите в течение трех лет и только после этого проверенных отчеты исключили показания Джонсон по линии обвинения. Один из первоначальных обвинителей, Гленн Стивенс, отказался от участия в знак протеста и заявил, что другие обвинители утаили доказательства от защиты, включая информацию о том, что сын Джонсон на самом деле не опознал Рэя Баки при показе ему серии фотографий. Стивенс также обвинил Роберта Филибозиана, заместителя окружного прокурора по делу, во лжи и утаивании доказательств от суда и адвокатов, с целью удержания Баки в тюрьме и предотвращения доступа к доказательствам невиновности.

## Судебные слушания
Были проведены два судебных слушания: первый длился с 13 июля 1987 г. по 18 января 1990 г., а второй — с 7 мая 1990 г. по 27 июля 1990 г.

### Аресты и предварительное слушание
22 марта 1984 года Вирджиния МакМартин, Пегги МакМартин-Баки, Рэй Баки, сестра Рэя Пегги Энн Баки и воспитатели Мэри Энн Джексон, Бетти Рэйдор и Бабетта Спитлер были обвинены по 115 пунктам жестокого обращения с детьми, позднее число которых увеличилось до 321 с участием 48 детей.
За 20 месяцев предварительных слушаний обвинение во главе с адвокатом Лаэль Рубин представило свое видение ситуации насилия. При этом показания детей на предварительных слушаниях были противоречивыми. Мишель Смит и Лоуренс Паздер, авторы ныне дискредитированной автобиографии о сатанинском ритуальном насилии «Мишель помнит», встретились с родителями и детьми, участвовавшими в этом деле, и, по мнению первоначального обвинителя Гленна Стивенса, повлияли на показания последних.
В 1986 году новый окружной прокурор Айра Райнер назвал доказательства «невероятно слабыми» и снял все обвинения с Вирджинии МакМартин, Пегги Энн Баки, Мэри Энн Джексон, Бетти Рейдор и Бабетт Спитлер. Пегги МакМартин Баки и Рэй Баки оставались под стражей в ожидании суда; для Пегги МакМартин был установлен залог в размере 1 миллиона долларов, Рэю Баки в залоге было отказано.

### Первое слушание
Первый судебный процесс начался 13 июля 1987 года. Во время судебного разбирательства обвинение представило семь медицинских свидетелей. Защита попыталась опровергнуть их доводы при помощи нескольких свидетелей, но судья ограничил их одним в целях экономии времени. Позже обвинение утверждало, что у них было семь экспертов по этому вопросу, тогда как у защиты был только один.
В 1989 году Пегги Энн Баки обратилась с просьбой о восстановлении ее педагогической квалификации после отстранения от занятий. Судья постановил, что не было никаких убедительных оснований для приостановления действия лицензии, и что просмотр видеозаписей интервью с детьми «выявил явное отсутствие каких-либо доказательств причастности [Пегги Энн] к каким-либо правонарушениям и … вызывает дополнительные сомнения в достоверности показаний детей или в отношении ценности самих методов интервьюирования». На следующий день аттестационная комиссия Сакраменто утвердила это решение и восстановила лицензию Баки на преподавательскую деятельность.

#### Лжесвидетельство о признании вины
В октябре 1987 года тюремный осведомитель Джордж Фриман был вызван в качестве свидетеля и утверждал, что Рэй Баки признался ему во время пребывания в одной камере. Позже Фримен попытался бежать из страны и признался в лжесвидетельстве относительно других уголовных дел, в которых давал показания в обмен на благоприятное отношение со стороны обвинения, в нескольких случаях выдумав признания других заключенных. Чтобы гарантировать его показания по делу Макмартина, Фримену был предоставлен иммунитет от предыдущих обвинений в лжесвидетельстве.

#### Оправдание
18 января 1990 года, после трех лет дачи показаний и девяти недель обсуждения присяжными, Пегги МакМартин Баки была оправдана по всем пунктам. Рэй Бакки был оправдан по 52 из 65 пунктов обвинения и освобожден под залог после более чем пяти лет тюремного заключения. Девять из 11 присяжных заседателей на пресс-конференции, состоявшейся после суда, заявили, что, по их мнению, дети подверглись насилию, но доказательства не позволяют им несомненно заявить, кто именно это насилие совершил. Одиннадцать из тринадцати присяжных, оставшихся к концу судебного разбирательства, проголосовали за снятие с Баки обвинений; отказ двух оставшихся проголосовать за оправдательный приговор ни на что не повлиял. Средства массовой информации в подавляющем большинстве сосредоточились на этих двух людях, а не на тех, кто считал Баки невиновным.

### Второе слушание и закрытие дела
Рэя Баки повторно судили по 6 из 13 пунктов обвинения, по которым он не был оправдан при первом слушании. Второе судебное разбирательство началось 7 мая 1990 года, и 27 июля 1990 года не смогли прийти к единодушному решению. После этого прокуратура отказалось от обвинений. Дело было закрыто, все обвинения против Рэя Баки были сняты. Он провел в тюрьме пять лет, но при этом не был признан виновным в совершении какого-либо преступления.

## Освещение в СМИ
В 1988 году газета The New York Times сообщила, что этот случай «привлек внимание всей страны, когда власти предположили, что сотни детей могли быть подвергнуты насилию или участию в сатанинских ритуалах» и что «судебное преследование несбалансировано».
Освещение в СМИ в целом слепо поддерживало обвинения. Дэвид Шоу из Los Angeles Times написал серию статей, за которые позже получил Пулитцеровскую премию. Он комментировал ошибочное и искаженное освещение ситуации, представленное в его газете . Только после повторного рассмотрения дела обсуждение недостатков доказательств, представленных свидетелями и обвинением, приняло открытую форму и получило достаточный масштаб.
Уэйн Сатц, в то время репортер дочерней телекомпании KABC в Лос-Анджелесе, освещал данное дело и конкретно показания детей. Он представил безоговорочную точку зрения на претензии и детей и родителей. Позже Сац вступил в романтические отношения с Ки Макфарлейн, социальным работником Международного детского института, которая брала интервью у детей. Другой случай конфликта интересов СМИ произошел, когда Дэвид Розенцвейг, редактор Los Angeles Times и «куратор» данной темы, женился на прокуроре Лаэль Рубин.
Преподаватель Сиднейского университета Зои Олдертон в статье «Челлендж Момо: исследование появления крупной демонической мистификации в Интернете» в научном журнале «Journal for the Academic Study of Religion» сопоставила с делом семьи МакМартин 1980-х годов челлендж Момо, получивший широкую известность в 2018 году. «Демон» по имени Момо, который якобы рассылает сообщения с угрозами, появился в испаноязычных интернет-сообществах. В этой ранней версии мистификации Момо отправляла детям серию угроз, вызовов или опасных инструкций через службу текстовых сообщений WhatsApp.

## Последствия
Дело длилось семь лет и обошлось в 15 миллионов долларов, став самым длительным и самым дорогим уголовным делом в истории правовой системы Соединенных Штатов, которое окончилось оправдательным приговором. Детский сад семьи МакМартин был закрыт, а здание уничтожено; несколько обвиняемых с тех пор скончались. В 2005 году один из посещавших его детей (уже будучи взрослым) отказался от обвинений в жестоком обращении.
Никогда никто ничего со мной не делал, и я никогда не видел, чтобы они что-то делали с другими. Я описал много событий, которых на самом деле не было. Я солгал. … Каждый раз, когда мой ответ им не нравился, они задавали вопрос снова и вынуждали меня дать им «нужный» ответ. … Мне было неловко и немного стыдно за то, что я вынужден был делать. Но в то же время я делал все, что хотели от меня родители.
В книге «Дьявол в детской» Маргарет Талбот прокомментировала этот случай для New York Times:
Если вы когда-то поверили во то, что теперь кажется вам абсурдным, даже безумным, то снова вызвать это чувство доверчивости почти невозможно. Может быть поэтому большинству из нас легче забыть, а не объяснить панику «сатанинского насилия», охватившую нашу страну в начале 80-х. Это было рождение мифа о том, что дьяволопоклонники открыли бизнес в наших детских садах, и сделали их центрами, где предприимчивые адепты насиловали и истязали детей, практиковали ритуальные жертвоприношения, снимали одежду, пили кровь и ели фекалии — и все это оставалось незамеченным родителями, соседями и властями.
Мэри А. Фишер в статье в журнале Los Angeles заявила, что это дело было «просто выдумкой», умноженной на неуместное рвение шести человек, получившим свою минуту славы на национальном уровне: Джуди Джонсон, психически больной матери, впоследствии умершей от алкоголизма; Джейн Хоаг, детектива, расследовавшего жалобы; Ки Макфарлейн, социального работника, проводящего допрос детей; Роберта Филибосяна, окружного прокурора, который проиграл битву за переизбрание; Уэйна Саца, тележурналистa, который первым сообщил об этом деле, и Лаэль Рубин, прокурора.
В 1990 году Пегги, Рэй и Пегги Энн Баки рассказали о своем опыте участия в Национальной ассоциации гласности. Пегги Энн и Рэй Баки посетили конференцию 1997 года «День раскаяния» в Салеме, штат Массачусетс. К ним присоединились и другие жертвы и эксперты по вопросу истерии сексуального насилия и сатанинских ритуалов в детских садах.

### Юридические последствия
Во многих штатах были приняты законы, разрешающие детям давать показания отдельно на видеозапись, чтобы они не подвергались повторной травматизации при встрече с обвиняемыми. Такой закон применялся и в деле «Мэриленд против Крейга», в котором Верховный суд США постановил, что свидетельские показания в закрытом режиме допустимы в тех случаях, когда они ограничиваются обстоятельствами, при которых существует вероятность вреда в результате дачи показаний в открытом суде. Этот случай также привлек внимание к тому, как очень маленьких детей допрашивали для получения доказательств, игнорируя их способность к созданию ложных воспоминаний. Этот случай и подобные ему также повлияли на расследование заявлений малолетних детей. Обычная полицейская процедура заключается в записи интервью с предполагаемыми жертвами на видео-/аудиокассету или посредством протоколирования. Первоначальные интервью с детьми были записаны на носитель и позднее продемонстрировали присяжным методы принуждения и внушения, используемые сотрудниками Международного детского института для последующего формирования обвинений.
Эти интервью сыграли важную роль в вынесении Баки оправдательного приговора, и несколько аналогичных судебных процессов окончились оправдательным приговором после просмотра записей присяжными. В ответ прокуроры и следователи начали «выбрасывать свои магнитофоны и блокноты»; было подготовлено руководство по расследованию случаев жестокого обращения с детьми, в котором прокуратура и следователи призывали не вести запись своих допросов.

### Повторяющиеся утверждения о секретных туннелях
В 1990 году родители, которые считали, что их дети подвергались жестокому обращению в дошкольном учреждении, наняли археолога Э. Гэри Стикеля для исследования места расположения детского сада. В мае 1990 года Стикель утверждал будто обнаружил признаки туннелей (согласующиеся с высказываниями детей) под детским садом МакМартина с помощью георадара .
Релиз ФБР в рамках закона о свободе информации, касающийся не связанной с процессом группы работорговцев, называемых «Искателями», включает недатированный предварительный отчет из неизвестного источника, в котором обсуждаются предполагаемые подземные туннели, обнаруженные в детском саду МакМартинов. В отчете описаны вырытые вручную туннели под кабинетами 1, 3 и 4, а также под ванной за пределами кабинета. Также сообщалось, что «дети описали вход и выход из туннеля в дворе трехэтажного дома именно там, где они и были по факту обнаружены», что, возможно, подтверждает их показания. Сообщается, что под полом школы также было найдено более 2000 артефактов, в том числе более 100 костей животных. Отредактированные версии этих документов были опубликованы ФБР в 2019 году. Также ФБР отмечали, что «содержимое файлов в их хранилище охватывает все периоды истории Бюро и не всегда отражает текущие взгляды, политику и приоритеты службы».
Другие не согласились с выводами Стикеля. Джон Эрл писал в 1995 году, что пол из бетонных плит остался нетронутым, за исключением небольшого участка, в котором была проложена канализационная линия. После того, как плита была снята, не было никаких признаков материалов, которые могли бы выровнять или удерживать какие-либо туннели, а бетонный пол не позволил бы обвиняемым уничтожить туннели после начала расследования. В статье сделан вывод, что нарушенная почва под плитой возникла из-за канализационной линии и строительной насыпи, заведенной под плиту до ее заливки. Также Эрл отметил, что часть заливки из-под бетонной плиты была датирована 1940 годом.
В отчете У. Джозефа Вятта за 2002 год приводятся данные, что так называемые туннели под дошкольным учреждением более правдоподобно представлены как ряд ям для мусора, располагавшихся задолго до постройки дошкольного учреждения (1966 год) — примерно с 1930-х и 40-х годов. Они содержали фрагменты консервных банок, фанеру, автомобильные камеры, профессионально разделанные кости домашнего скота, четыре небольших контейнера для мусора, а также старый почтовый ящик бывшего владельца.
Только три небольших предмета, найденные у края бетонной плиты, были датированы 1966 годом. Вятт предположил, что один из них — фрагмент полиэтиленового пакета для закусок — скорее всего был утащен в яму крысами или другими падальщиками. Подобное предполагал и сам Стикель, примеряя данную идею на все вещи, которые не соответствовали его теории туннелей. Остальные предметы, по мнению Вятта, вероятно, оставил сантехник, который проводил работы рядом со зданием с целью не повредить бетонную площадку. Более того, Вятт предположил, что выводы Стикеля были предвзяты из-за тесного сотрудничества с родителями пострадавших детей.

### Влияние на исследования жестокого обращения с детьми
Вскоре после начала расследования спонсирование исследование сексуального насилия над детьми значительно увеличилось, в частности, за счет бюджета, выделенного Национальному центру исследований жестокого обращения с детьми и безнадзорности (NCCAN). Бюджет учреждения увеличился с 1,8 миллиона долларов до 7,2 миллиона долларов в период с 1983 по 1984 год; в 1985 году объем дотаций составил 15 миллионов долларов, что сделало его крупнейшим источником финансирования мероприятий по предотвращению жестокого обращения с детьми и профилактике безнадзорности в США.
Большая часть этого бюджета пошла на исследования по сексуальному насилию, и только 5 миллионов долларов были потрачены на исследование физического насилия и неисполнения родительских обязанностей.
Федеральное финансирование также использовалось для организации конференций по вопросу ритуального насилия, создавая ауру респектабельности, а также позволяя прокурорам обмениваться советами о лучших способах получения обвинительного приговора. Часть средств была использована для публикации книги «За пределами детской площадки», в которой использовалась выборка детей из семей скандального детского сада. В книге утверждается, что изучается эффект «заявленного», а не установленного насилия, но все дети изображаются как реальные жертвы, несмотря на отсутствие обвинительных приговоров, а вопросы о реальности обвинений при этом избегаются. Еще один грант в размере 173 000 долларов был предоставлен Дэвиду Финкельхору, который использовал эти средства для расследования заявлений о сексуальном насилии в детских садах по всей стране, сочетая изучение подтвержденных преступлений, совершенных признанными педофилами, и непроверенные обвинения в ритуальном насилии во славу Сатаны.

### Публикации
В 1995 году канал HBO выпустил фильм «Обвинительный акт: Суд над Макмартинами», основанный на судебных процессах.
В 2019 году телеканал «Oxygen» выпустил документальный фильм о событиях «Дело закрыто: судебные процессы над семьей МакМартинов».